# King vid gränspolisen
King vid gränspolisen (original: King of the Royal Mounted) är en amerikansk tecknad serie om den kanadensiske ridande polisen Dave King, skapad av westernförfattaren Zane Grey 1935. Manusskrivandet övertogs dock snart av, i tur och ordning, Stephen Slesinger (enligt vissa källor med assistans av Greys son Romer Zane Grey) och Gaylord DuBois, som dock båda fick agera spökskrivare;  Greys namn kvarstod fram till seriens nedläggande 1955. Den ursprunglige tecknaren Allen Dean lämnade serien 1938, varefter Charles Flanders under ett år axlade av ansvaret, innan Jim Gary, seriens mest profilerade tecknare, tog över uppdraget.
Vid sidan av dagspresserien skapade Gary och DuBois även flera avsnitt för den amerikanska serietidningsmarknaden - tidningar med King utkom i flera omgångar från 1937 till 1958.

## Svenska publiceringar
Serien har på svenska framför allt publicerats i Fantomen, åren 1950–59 och 1977–86. 1961 utkom serien i en egen tidning, som dock endast utkom med ett nummer, och 1972 publicerades den i Veckans Serier. Därutöver har den bland annat publicerats i tidskrifterna Liv (med titeln "Ödemarkens riddare") och Lektyr (som "Bill vid ridande polisen"). 1972 trycktes serieavsnitt i Comics – den stora serieboken #3. 1976 utgavs albumet King vid gränspolisen, som del 2 av utgivningsserien "Seriebiblioteket".

## Filmatiseringar
Serien gav upphov till fyra filmatiseringar under 1930- och 40-talen: 1936 syntes Robert Kent i titelrollen i filmen "King of the Royal Mounted" (senare även kallad Romance of the Royal Mounted), och från 1940 till 1942 porträtterade Allan Lane seriehjälten i filmserierna King of the Royal Mounted, The Yukon Patrol, och King of the Mounties.